# 小行星7648
小行星7648（英語：7648 Tomboles）是一颗围绕太阳公转的小行星。1989年10月8日，水野義兼、古田俊正在可儿市发现了此天体。
这颗小行星的绝对星等为53.58247594250728等。